# 전문가 단체
전문가 협회(professional association, professional body, professional organization, professional society) 또는 전문가 단체 또는 전문가 조직은 일반적으로 특정 직업, 해당 직업에 종사하는 개인 및 조직의 이익, 대중의 이익을 증진하기 위해 노력하는 단체이다. 미국에서 이러한 협회는 일반적으로 세무 목적의 비영리 사업 리그이다. 영국에서는 다양한 법적 형태를 취할 수 있다.

## 같이 보기
- 의학 왕립 협회